# Með hækkandi sól
«Með hækkandi sól» (укр. З сонцем, що сходить) — сингл ісландського фольклорного жіночого гурту Systur, з яким вони представляли Ісландію на Пісенному конкурсі Євробачення 2022 в Турині, Італія після перемоги на Söngvakeppnin 2022. Пісня посіла перше місце в музичному чарті Plötutíðindi в Ісландії та 23 місце у фіналі Євробачення.

## Пісенний конкурс Євробачення

### Söngvakeppnin 2022
З 3 вересня по 6 жовтня 2021 року ісландський мовник RÚV відкрив подачу пісень для зацікавлених авторів пісень. Усього мовником було отримано 158 композицій. Відбіркова комісія, сформована за консультацією з Асоціацією композиторів (FTT) та Спілкою музикантів Ісландії (FÍH), відібрала десять пісень для національного відборі, які були опубліковані 5 лютого 2022 року.
Виступ гурту Systur з піснею «Með hækkandi sól» на Söngvakeppnin 2022 відбувся в першому півфіналі 26 лютого 2022 року. У кожному півфіналі брали участь п'ять конкурсантів, з яких двоє найкращих досягали фіналу за результатами телеголосування. Згідно з правилами відбору, організаторами може бути обраний додатковий кваліфікаційний раунд з-поміж учасників, що вибули, з метою визначення додаткового фіналіста. Згодом цей варіант був використаний. «Með hækkandi sól» була кваліфікована до другого етапу як один із двох прямих фіналістів.
Фінал Söngvakeppnin 2022 відбувся 12 березня 2022 року. У фіналі гурту Systur стали переможцями нацвідбору, що дозволило їм стати представниками Ісландії на Пісенному конкурсі Євробачення 2022.

### На Євробаченні
Пісенний конкурс Євробачення 2022 відбудвся в Турині, Італія, і складався з двох півфіналів, які пройшли 10 та 12 травня відповідно, та фіналу 14 травня 2022 року. Ісландія ввійшла до першого півфіналу, який відбувся 10 травня 2022 року. Гурту Systur з піснею «Með hækkandi sól» вдалося досягти фіналу конкурсу та посісти в ньому 23 місце з 20 балами.